# Родопи (община)
Вижте пояснителната страница за други значения на Родопи.
Община Родопи се намира в Южна България и е една от съставните общини на област Пловдив. Тя, заедно с община Добрич-селска, община Марица и община Тунджа, е една от общините, чийто общински център е извън територията им. Административен център на общината е град Пловдив.

## География

### Географско положение, граници, големина
Общината е разположена в югозападна част на област Пловдив. С площта си от 523,729 km2 заема 4-то място сред 18-те общините на областта, което съставлява 8,74% от територията на областта. Границите на общината са следните:
- на запад – община Кричим, община Перущица, община Стамболийски и община Пазарджик, област Пазарджик;
- на север – община Съединение, община Марица и община Пловдив;
- на изток – община Садово, община Асеновград и община Куклен;
- на юг – община Чепеларе, област Смолян;
- на югозапад – община Девин, област Смолян.

### Природни ресурси

#### Релеф
Релефът на общината е равнинен в северната, средно планински в средната и високо планински в най-южната част. Територията ѝ се простира в пределите на Горнотракийската низина и крайните северни части на Западните Родопи.
Северните райони на общината попадат в южната част на Пазарджишко-Пловдивското поле на Горнотракийската низина, като тук, в крайната ѝ североизточна точка, при устието на Чепеларска река в Марица се намира най-ниската ѝ точка – 148 m н.в.
В южната част на община Родопи се простират крайните северни разклонения на мощния западнородопски рид Чернатица. В нейните предели попадат части от двете северни разклонения на рида. На запад и югозапад между дълбоките долини на реките Въча на запад и Първенецка (Тъмръшка река) и десният ѝ приток Лилковска река на изток се простира Върховръшкия рид (северно продължение на рида Чернатица). В най-южната му част, на границата с община Девин, югозападно от село Лилково се извисява връх Модър 1991,9 m, най-високата точка на рида и общината.
Между Първенецка река (Тъмръшка река) и десният ѝ приток Лилковска река на запад и границата с община Куклен и община Асеновград на изток в пределите на община Родопи попада западната, най-висока част на Белочерковския рид (североизточно продължение на рида Чернатица). Южно от село Лилково, на границата с община Чепеларе се издига най-високият му връх Свети Илия (1705,4 m).

#### Води
На северозапад, на протежение от 13 km и на североизток, на протежение от 8 km през територията на община Родопи протича част от средното течение на река Марица. В нея отдясно се вливат три големи реки: Въча, Първенецка (Тъмръшка река) и Чепеларска. Река Въча протича през общината с последните си 4 km, преминава покрай село Кадиево и северно от него се влива в Марица. Чепеларска река протича по границата с община Садово с най-долното си течение и североизточно от село Ягодово се влива в Марица. Първенецка река (Тъмръшка река, 37 km) протича изцяло (с изключение на най-долното ѝ течение) през общината. Тя води началото си от северозападното подножие на връх Модър и се насочва на север, като протича в дълбока и залесена долина. Южно от хижа „Брановщица“ долината ѝ става каньоновидна със стръмни и на много места отвесни склонове. При село Храбрино излиза от каньона, а при село Първенец и от планината и навлиза в Пазарджишко-Пловдивското поле. Влива се отдясно в река Марица западно от град Пловдив, на територията на община Пловдив. Неин основен приток е Лилковска река (десен).

### Населени места
Общината се състои от 21 населени места. Списък на населените места, подредени по азбучен ред, население и площ на землищата им:
| Населено място | Пребр. на населението през 2021 г. | Площ на землището (в км2) | Забележка (старо име) | Населено място | Пребр. на населението през 2021 г. | Площ на землището (в км2) | Забележка (старо име)           |
| Белащица       | 2400                               | 13,782                    |                       | Марково        | 3181                               | 21,879                    |                                 |
| Бойково        | 131                                | 29,847                    |                       | Оризари        | 384                                | 6,226                     | Айрене                          |
| Браниполе      | 2698                               | 7,383                     | Ахланьово             | Първенец       | 3592                               | 16,491                    | Дермен дере, Фердинандово       |
| Брестник       | 2181                               | 20,752                    | Кара агач             | Ситово         | 21                                 | 35,509                    |                                 |
| Брестовица     | 3168                               | 54,526                    | Брястовица            | Скобелево      | 44                                 | 44,720                    |                                 |
| Дедово         | 54                                 | 15,326                    | Дядово                | Устина         | 1983                               | 19,891                    |                                 |
| Златитрап      | 1398                               | 5,699                     |                       | Храбрино       | 700                                | 13,881                    | Сотир, Свети Спас               |
| Извор          | 86                                 | 17,380                    |                       | Цалапица       | 3801                               | 72,740                    |                                 |
| Кадиево        | 998                                | 5,002                     |                       | Чурен          | –                                  | 13,577                    |                                 |
| Крумово        | 2868                               | 19,265                    | Паша махла            | Ягодово        | 2981                               | 27,450                    |                                 |
| Лилково        | 20                                 | 62,399                    | Демирджи кьой         | ОБЩО           | 32689                              | 523,729                   | няма населени места без землища |

## Административно-териториални промени
- през 1878 г. – преименувано е с. Демирджи кьой на с. Лилково с губернаторско разрешение;
- Указ № 273/обн. 31.05.1889 г. – преименува с. Дермен дере на с. Фердинандово;
- Указ № 139/обн. 18.03.1890 г. – преименува с. Паша махла на с. Крумово;
- Указ № 216/обн. 30.07.1905 г. – заличава с. Айрене поради изселване;
- през 1912 г. – заличено е с. Тъмръш без административен акт поради изселване;
- Указ № 162/обн. 08.04.1931 г. – възстановява заличеното през 1905 г. поради изселване с. Айрене и го преименува на с. Оризари;
- МЗ № 2820/обн. 14.08.1934 г. – преименува с. Ахланьово на с. Браниполе;

– преименува с. Кара агач на с. Брестник;
– преименува м. Кехайов чифлик на м. Кехайовци;
– преименува с. Дурмушево на с. Плочник;
– преименува с. Сотир на с. Свети Спас;
- МЗ № 2709/обн. 31.07.1942 г. – обединява селата Богоридово и Катунско Конаре в едно ново населено място – с. Ягодово;
- МЗ № 6628/обн. 29.06.1946 г. – преименува с. Фердинандово на с. Първенец;
- Указ № 430/обн. 22.11.1960 г. – преименува с. Свети Спас на с. Храбрино;
- Указ № 960/обн. 4 януари 1966 г. – уточнява името на с. Брястовица на с. Брестовица;

– уточнява името на с. Дядово на с. Дедово;
- Указ № 757/обн. 08.05.1971 г. – заличава селата Брезовица (Брезово, Палас кьой) и Плочник поради изселване;

– заличава м. Кехайовци и я присъединява като квартал на с. Скобелево;
- Указ № 3182/обн. 17.11.1987 г. – отделя всички населени места (с изключение на с. Цалапица) и техните землища разположени северно от река Марица от община Пловдив и създава община Марица с административен център гр. Пловдив.

– отделя всички населени места и техните землища разположени южно от река Марица (в т.ч и с. Цалапица, северно от реката) от община Пловдив и създава община Родопи с административен център гр. Пловдив;
- Указ № 111/обн. 30.03.1998 г. – отделя гр. Кричим и землището му от община Родопи и създава нова община Кричим с административен център гр. Кричим, включваща населеното място гр. Кричим;

– отделя гр. Перущица и землището му от община Родопи и създава нова община Перущица с административен център гр. Перущица, включваща населеното място гр. Перущица;
– отделя гр. Стамболийски и селата Йоаким Груево, Куртово Конаре, Ново село и Триводици и техните землища от община Родопи и създава нова община Стамболийски с административен център гр. Стамболийски;
- Указ № 167/обн. 03.07.2001 г. – отделя селата Гълъбово, Добралък, Куклен, Руен, Цар Калоян и Яврово и техните землища от Община Родопи и създава нова община Куклен с административен център с. Куклен;

## Население

### Етнически състав
Преброяване на населението през 2011 г.
Численост и дял на етническите групи според преброяването на населението през 2011 г., по населени места (подредени по численост на населението):
| Населено място | Численост | Численост | Численост | Численост | Численост | Численост           | Численост     | Населено място | Дял (в %) | Дял (в %) | Дял (в %) | Дял (в %) | Дял (в %)           | Дял (в %)     |
| Населено място | Общо      | Българи   | Турци     | Цигани    | Други     | Не се самоопределят | Не отговорили | Населено място | Българи   | Турци     | Цигани    | Други     | Не се самоопределят | Не отговорили |
| Общо           | 32 602    | 22 410    | 1325      | 841       | 80        | 165                 | 7781          | 100.00         | 68.73     | 4.06      | 2.57      | 0.24      | 0.50                | 23.86         |
| -------------- | --------- | --------- | --------- | --------- | --------- | ------------------- | ------------- | -------------- | --------- | --------- | --------- | --------- | ------------------- | ------------- |
| Цалапица       | 4217      | 3324      | 5         | 282       | 3         | 85                  | 518           | Цалапица       | 78.82     | 0.11      | 6.68      | 0.07      | 2.01                | 12.28         |
| Първенец       | 3652      | 2629      | 23        | 0         | 8         | 4                   | 988           | Първенец       | 71.98     | 0.62      | 0.00      | 0.21      | 0.10                | 27.05         |
| Брестовица     | 3534      | 2078      |           | 179       |           | 9                   | 1259          | Брестовица     | 58.80     |           | 5.06      |           | 0.25                | 35.62         |
| Крумово        | 3129      | 2138      | 0         | 7         | 8         | 4                   | 972           | Крумово        | 68.32     | 0.00      | 0.22      | 0.25      | 0.12                | 31.06         |
| Ягодово        | 3021      | 2600      | 19        | 284       | 16        | 4                   | 98            | Ягодово        | 86.08     | 0.62      | 9.40      | 0.52      | 0.13                | 3.24          |
| Браниполе      | 2624      | 1269      | 602       |           |           | 4                   | 743           | Браниполе      | 48.36     | 22.94     |           |           | 0.15                | 28.31         |
| Марково        | 2499      | 2065      |           |           | 6         | 4                   | 422           | Марково        | 82.63     |           |           | 0.24      | 0.16                | 16.88         |
| Устина         | 2240      | 1192      | 628       | 32        | 9         | 37                  | 342           | Устина         | 53.21     | 28.03     | 1.42      | 0.40      | 1.65                | 15.26         |
| Белащица       | 1967      | 1491      | 4         |           | 3         |                     | 467           | Белащица       | 75.80     | 0.20      |           | 0.15      |                     | 23.74         |
| Брестник       | 1868      | 1280      | 33        | 0         | 3         | 3                   | 549           | Брестник       | 68.52     | 1.76      | 0.00      | 0.16      | 0.16                | 29.38         |
| Златитрап      | 1318      | 821       | 0         | 4         | 6         | 4                   | 483           | Златитрап      | 62.29     | 0.00      | 0.30      | 0.45      | 0.30                | 36.64         |
| Кадиево        | 1107      | 274       |           | 0         |           |                     | 828           | Кадиево        | 24.75     |           | 0.00      |           |                     | 74.79         |
| Храбрино       | 661       | 630       |           | 0         | 0         |                     | 28            | Храбрино       | 95.31     |           | 0.00      | 0.00      |                     | 4.23          |
| Оризари        | 374       | 321       |           | 48        |           | 0                   | 3             | Оризари        | 85.82     |           | 12.83     |           | 0.00                | 0.80          |
| Извор          | 101       | 95        |           |           | 0         | 0                   | 4             | Извор          | 94.05     |           |           | 0.00      | 0.00                | 3.96          |
| Бойково        | 100       | 86        | 0         | 0         | 0         | 0                   | 14            | Бойково        | 86.00     | 0.00      | 0.00      | 0.00      | 0.00                | 14.00         |
| Скобелево      | 96        | 88        | 5         | 0         |           |                     | 1             | Скобелево      | 91.66     | 5.20      | 0.00      |           |                     | 1.04          |
| Дедово         | 54        | 13        |           |           | 0         | 0                   | 40            | Дедово         | 24.07     |           |           | 0.00      | 0.00                | 74.07         |
| Лилково        | 19        | 3         | 0         | 0         | 0         | 0                   | 16            | Лилково        | 15.78     | 0.00      | 0.00      | 0.00      | 0.00                | 84.21         |
| Ситово         | 16        | 10        | 0         | 0         | 0         | 0                   | 6             | Ситово         | 62.50     | 0.00      | 0.00      | 0.00      | 0.00                | 37.50         |
| Чурен          | 5         | 3         | 0         |           |           | 0                   | 0             | Чурен          | 60.00     | 0.00      |           |           | 0.00                | 0.00          |

### Транспорт
През територията на общината преминават два участъка от Железопътната мрежа на България с обща дължина 19,1 km.
- в севената част, от запад на изток, участък от 6,9 km до община Пловдив и още 7,9 km след община Пловдив – общо 14,8 km трасето на жп линията София – Пловдив – Свиленград;
- в източната част, от юг на север, началният участък от 4,3 km от трасето на жп линията Пловдив – Асеновград.

През общината преминават частично или изцяло 11 пътя от Републиканската пътна мрежа на България с обща дължина 111,1 km:
- участък от 8,3 km от автомагистрала Тракия (от km 106,3 до km 114,6;
- два участъка от 6,5 km и 5,8 km от Републикански път I-8 (от km 208,9 до km 215,4 и от km 232,9 до km 238,7);
- участък от 9 km от Републикански път II-86 (от km 7,7 до km 16,7);
- участък от 7,1 km от Републикански път III-375 (от km 25,7 до km 32,8);
- участък от 37,2 km от Републикански път III-862 (от km 0,7 до km 37,9);
- последният участък от 0,7 km от Републикански път III-866 (от km 125,3 до km 126,0);
- началният участък от 7,7 km от Републикански път III-8005 (от km 0 до km 7,7);
- целият участък от 1,9 km от Републикански път III-8601;
- два участъка от 10,3 km и 3,8 km от Републикански път III-8602 (от km 0,9 до km 11,2 и от km 16,1 до km 19,9);
- началният участък от 7 km от Републикански път III-8604 (от km 0 до km 7,0);
- началният участък от 5,8 km от Републикански път III-8606 (от km 0 до km 5,8).

## Топографски карти
- Лист от карта K-35-062. Мащаб: 1 : 100 000.
- Лист от карта K-35-074. Мащаб: 1 : 100 000.